# K.Lakkihalli, Tiptur
K.Lakkihalli là một làng thuộc tehsil Tiptur, huyện Tumkur, bang Karnataka, Ấn Độ.